# Belmont, Lancashire
Belmont är en by i civil parish North Turton, i distriktet Blackburn with Darwen, i grevskapet Lancashire, i England. Byn är belägen 12 km från Blackburn. Belmont var en civil parish 1894–1925 när blev den en del av Turton. Civil parish hade 635 invånare år 1921.